# Hội đồng nhân dân

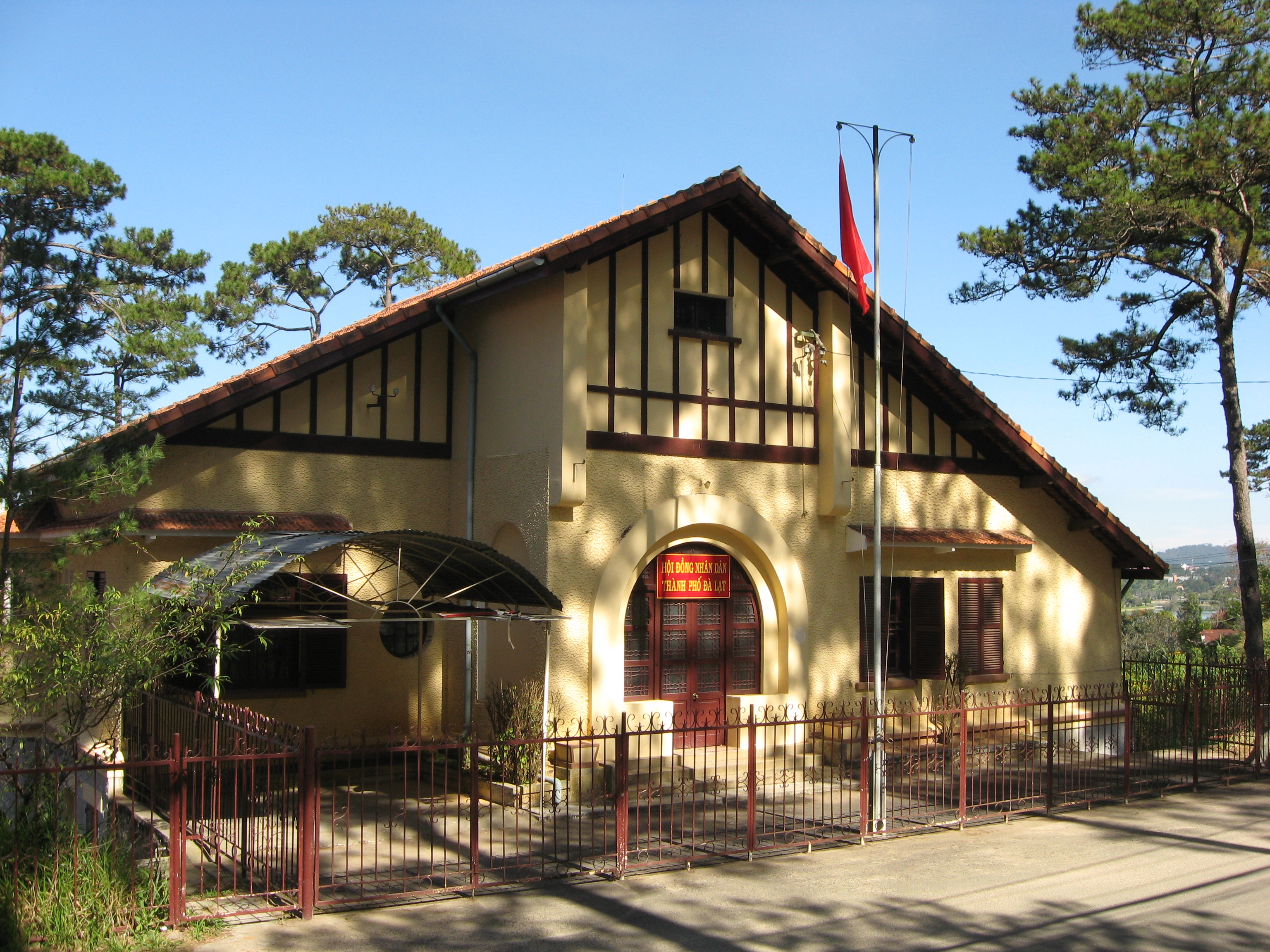
Trụ sở Hội đồng nhân dân thành phố Đà Lạt, Việt Nam.

Hội đồng nhân dân là cơ quan quyền lực nhà nước ở địa phương, đại diện cho ý chí, nguyện vọng và quyền làm chủ của Nhân dân, chịu trách nhiệm trước Nhân dân địa phương và cơ quan nhà nước cấp trên.  Đứng đầu hội đồng nhân dân là chủ tịch hội đồng nhân dân.

## Lịch sử
Hội đồng nhân dân được thành lập từ cuối năm 1945 theo Sắc lệnh số 63 ngày 22 tháng 11 năm 1945 của Chủ tịch Chính phủ Lâm thời Việt Nam Dân chủ Cộng hòa (lúc đó là Hồ Chí Minh). Theo sắc lệnh này, Hội đồng nhân dân được thành lập ở cấp xã và tỉnh bằng hình thức bầu trực tiếp của nhân dân. Nhiệm kỳ của Hội đồng nhân dân khi đó chỉ 2 năm.

## Quyền hạn và nhiệm vụ
Theo quy định của Luật Tổ chức chính quyền địa phương 2015 thì nhiệm vụ và quyền hạn của Hội đồng nhân dân như sau:

### Nhiệm vụ, quyền hạn của Hội đồng nhân dân tỉnh
- Nhiệm vụ, quyền hạn của Hội đồng nhân dân tỉnh trong tổ chức và bảo đảm việc thi hành Hiến pháp và pháp luật:
+ Ban hành nghị quyết về những vấn đề thuộc nhiệm vụ, quyền hạn của Hội đồng nhân dân tỉnh;
+ Quyết định biện pháp bảo đảm trật tự, an toàn xã hội, đấu tranh, phòng, chống tội phạm và các hành vi vi phạm pháp luật khác, phòng, chống quan liêu, tham nhũng trong phạm vi được phân quyền; biện pháp bảo vệ tài sản của cơ quan, tổ chức, bảo hộ tính mạng, tự do, danh dự, nhân phẩm, tài sản, các quyền và lợi ích hợp pháp khác của công dân trên địa bàn tỉnh;
+ Quyết định biện pháp để thực hiện các nhiệm vụ, quyền hạn do cơ quan nhà nước cấp trên phân cấp; quyết định việc phân cấp cho chính quyền địa phương cấp huyện, cấp xã, cơ quan nhà nước cấp dưới thực hiện nhiệm vụ, quyền hạn của chính quyền địa phương ở tỉnh;
+ Bãi bỏ một phần hoặc toàn bộ văn bản trái pháp luật của Ủy ban nhân dân, Chủ tịch Ủy ban nhân dân tỉnh; bãi bỏ một phần hoặc toàn bộ văn bản trái pháp luật của Hội đồng nhân dân cấp huyện;
+ Giải tán Hội đồng nhân dân cấp huyện trong trường hợp Hội đồng nhân dân đó làm thiệt hại nghiêm trọng đến lợi ích của Nhân dân và trình Ủy ban thường vụ Quốc hội phê chuẩn; phê chuẩn nghị quyết của Hội đồng nhân dân cấp huyện về việc giải tán Hội đồng nhân dân cấp xã.
- Nhiệm vụ, quyền hạn của Hội đồng nhân dân tỉnh về xây dựng chính quyền:
+ Bầu, miễn nhiệm, bãi nhiệm Chủ tịch Hội đồng nhân dân, Phó Chủ tịch Hội đồng nhân dân, Trưởng ban, Phó Trưởng ban của Hội đồng nhân dân tỉnh; bầu, miễn nhiệm, bãi nhiệm Chủ tịch Ủy ban nhân dân, Phó Chủ tịch Ủy ban nhân dân và các Ủy viên Ủy ban nhân dân tỉnh; bầu, miễn nhiệm, bãi nhiệm Hội thẩm Tòa án nhân dân tỉnh;
+ Lấy phiếu tín nhiệm, bỏ phiếu tín nhiệm đối với người giữ chức vụ do Hội đồng nhân dân tỉnh bầu theo quy định tại Điều 88 và Điều 89 của Luật này;
+ Bãi nhiệm đại biểu Hội đồng nhân dân tỉnh và chấp nhận việc đại biểu Hội đồng nhân dân tỉnh xin thôi làm nhiệm vụ đại biểu;
+ Quyết định thành lập, bãi bỏ cơ quan chuyên môn thuộc Ủy ban nhân dân tỉnh;
+ Quyết định biên chế công chức trong cơ quan của Hội đồng nhân dân, Ủy ban nhân dân, đơn vị sự nghiệp công lập của Ủy ban nhân dân các cấp trên địa bàn tỉnh theo chỉ tiêu biên chế được Chính phủ giao; quyết định số lượng và mức phụ cấp đối với người hoạt động không chuyên trách ở cấp xã, ở thôn, tổ dân phố và phê duyệt tổng số lượng người làm việc trong đơn vị sự nghiệp công lập thuộc phạm vi quản lý của tỉnh theo quy định của Chính phủ;
+ Quyết định thành lập, giải thể, nhập, chia thôn, tổ dân phố; đặt tên, đổi tên thôn, tổ dân phố, đường, phố, quảng trường, công trình công cộng ở địa phương theo quy định của pháp luật.
- Nhiệm vụ, quyền hạn của Hội đồng nhân dân tỉnh trong lĩnh vực kinh tế, tài nguyên, môi trường:
+ Quyết định kế hoạch phát triển kinh tế - xã hội dài hạn, trung hạn và hằng năm của tỉnh; quy hoạch, kế hoạch phát triển các ngành, lĩnh vực trên địa bàn tỉnh trong phạm vi được phân quyền;
+ Quyết định dự toán thu ngân sách nhà nước trên địa bàn; dự toán thu, chi ngân sách địa phương và phân bổ dự toán ngân sách cấp mình; điều chỉnh dự toán ngân sách địa phương trong trường hợp cần thiết; phê chuẩn quyết toán ngân sách địa phương. Quyết định chủ trương đầu tư, chương trình dự án của tỉnh theo quy định của pháp luật;
+ Quyết định các nội dung liên quan đến phí, lệ phí theo quy định của pháp luật; các khoản đóng góp của Nhân dân; quyết định việc vay các nguồn vốn trong nước thông qua phát hành trái phiếu địa phương, trái phiếu đô thị, trái phiếu công trình và các hình thức huy động vốn khác theo quy định của pháp luật;
+ Quyết định các biện pháp khác để phát triển kinh tế - xã hội trên địa bàn tỉnh theo quy định của pháp luật;
+ Quyết định quy hoạch xây dựng, quy hoạch đô thị trong phạm vi được phân quyền theo quy định của pháp luật; việc liên kết kinh tế vùng giữa các cấp chính quyền địa phương phù hợp với tình hình, đặc điểm của địa phương và bảo đảm tính thống nhất của nền kinh tế quốc dân;
+ Thông qua quy hoạch sử dụng đất của tỉnh trước khi trình Thủ tướng Chính phủ phê duyệt; quyết định biện pháp quản lý, sử dụng đất đai, tài nguyên nước, tài nguyên khoáng sản, nguồn lợi ở vùng biển, vùng trời, tài nguyên thiên nhiên khác, bảo vệ môi trường trong phạm vi được phân quyền.
- Nhiệm vụ, quyền hạn của Hội đồng nhân dân tỉnh trong lĩnh vực giáo dục, đào tạo, khoa học, công nghệ, văn hóa, thông tin, thể dục, thể thao:
+ Quyết định biện pháp phát triển mạng lưới cơ sở giáo dục và các điều kiện bảo đảm cho hoạt động giáo dục, đào tạo trong phạm vi được phân quyền; quyết định giá dịch vụ giáo dục, đào tạo đối với cơ sở giáo dục, đào tạo công lập thuộc phạm vi quản lý của tỉnh theo quy định của pháp luật;
+ Quyết định biện pháp khuyến khích phát triển nghiên cứu khoa học, phát huy sáng kiến, cải tiến kỹ thuật, ứng dụng tiến bộ khoa học, công nghệ trên địa bàn tỉnh;
+ Quyết định biện pháp phát triển sự nghiệp văn hóa, thông tin, thể dục, thể thao; biện pháp bảo vệ, phát huy giá trị di sản văn hóa ở địa phương; biện pháp bảo đảm cho hoạt động văn hóa, thông tin, quảng cáo, báo chí, xuất bản, thể dục, thể thao trên địa bàn tỉnh trong phạm vi được phân quyền.
- Nhiệm vụ, quyền hạn của Hội đồng nhân dân tỉnh trong lĩnh vực y tế, lao động và thực hiện chính sách xã hội:
+ Quyết định biện pháp phát triển hệ thống cơ sở khám bệnh, chữa bệnh thuộc tuyến tỉnh, tuyến huyện, tuyến xã;
+ Quyết định giá dịch vụ khám bệnh, chữa bệnh đối với cơ sở khám bệnh, chữa bệnh của Nhà nước thuộc phạm vi quản lý của địa phương theo quy định của pháp luật;
+ Quyết định biện pháp bảo vệ, chăm sóc sức khỏe nhân dân; bảo vệ và chăm sóc người mẹ, trẻ em, người cao tuổi, người khuyết tật, người nghèo, trẻ mồ côi không nơi nương tựa và người có hoàn cảnh khó khăn khác. Quyết định biện pháp phòng, chống dịch bệnh; biện pháp thực hiện chính sách dân số và kế hoạch hóa gia đình trên địa bàn tỉnh;
+ Quyết định biện pháp quản lý, sử dụng và phát triển nguồn nhân lực ở địa phương; biện pháp tạo việc làm, nâng cao năng suất lao động, tăng thu nhập và cải thiện điều kiện làm việc, bảo đảm an toàn, vệ sinh lao động;
+ Quyết định chính sách thu hút, khuyến khích đối với cán bộ, công chức, viên chức, người lao động làm việc tại địa phương phù hợp với điều kiện, khả năng ngân sách của địa phương và quy định của cơ quan nhà nước cấp trên;
+ Quyết định biện pháp thực hiện chính sách ưu đãi đối với người có công với cách mạng; biện pháp thực hiện chính sách an sinh xã hội và phúc lợi xã hội, biện pháp xóa đói, giảm nghèo.
- Nhiệm vụ, quyền hạn của Hội đồng nhân dân tỉnh về công tác dân tộc, tôn giáo:
+ Quyết định biện pháp thực hiện chính sách dân tộc, cải thiện đời sống vật chất và tinh thần, nâng cao dân trí của đồng bào dân tộc thiểu số, bảo đảm quyền bình đẳng giữa các dân tộc, tăng cường đoàn kết toàn dân và tương trợ, giúp đỡ lẫn nhau giữa các dân tộc ở địa phương;
+ Quyết định biện pháp thực hiện chính sách tôn giáo trong phạm vi được phân quyền; biện pháp bảo đảm quyền bình đẳng giữa các tôn giáo, quyền tự do tín ngưỡng, tôn giáo trên địa bàn tỉnh.
- Nhiệm vụ, quyền hạn của Hội đồng nhân dân tỉnh trong lĩnh vực quốc phòng, an ninh, bảo đảm trật tự, an toàn xã hội:
+ Quyết định biện pháp bảo đảm thực hiện nhiệm vụ quốc phòng, an ninh theo quy định của pháp luật; giữ vững an ninh chính trị, đấu tranh, phòng, chống tham nhũng, tội phạm, các hành vi vi phạm pháp luật khác, bảo đảm trật tự, an toàn xã hội trên địa bàn tỉnh;
+ Quyết định chủ trương, biện pháp nhằm phát huy tiềm năng của địa phương để xây dựng nền quốc phòng toàn dân và an ninh nhân dân vững mạnh, xây dựng khu vực phòng thủ vững chắc đáp ứng yêu cầu thời bình và thời chiến;
+ Quyết định chủ trương, biện pháp xây dựng lực lượng dân quân tự vệ, dự bị động viên, công an xã ở địa phương; quyết định chủ trương, biện pháp kết hợp kinh tế với quốc phòng, an ninh, chuyển hoạt động kinh tế - xã hội của địa phương từ thời bình sang thời chiến;
+ Quyết định biện pháp bảo đảm trật tự công cộng, trật tự an toàn giao thông trên địa bàn tỉnh.
- Giám sát việc tuân theo Hiến pháp và pháp luật ở địa phương, việc thực hiện nghị quyết của Hội đồng nhân dân tỉnh; giám sát hoạt động của Thường trực Hội đồng nhân dân, Ủy ban nhân dân, Tòa án nhân dân, Viện kiểm sát nhân dân cùng cấp, Ban của Hội đồng nhân dân cấp mình; giám sát văn bản quy phạm pháp luật của Ủy ban nhân dân cùng cấp và văn bản của Hội đồng nhân dân cấp huyện.
- Thực hiện nhiệm vụ, quyền hạn khác theo quy định của pháp luật.

### Nhiệm vụ, quyền hạn của Hội đồng nhân dân huyện
- Nhiệm vụ, quyền hạn của Hội đồng nhân dân huyện trong tổ chức và bảo đảm việc thi hành Hiến pháp, pháp luật và trong lĩnh vực quốc phòng, an ninh, xây dựng chính quyền:
+ Ban hành nghị quyết về những vấn đề thuộc nhiệm vụ, quyền hạn của Hội đồng nhân dân huyện;
+ Quyết định biện pháp thực hiện nhiệm vụ về quốc phòng, an ninh; biện pháp bảo đảm trật tự, an toàn xã hội, đấu tranh, phòng, chống tội phạm và các hành vi vi phạm pháp luật khác, phòng, chống quan liêu, tham nhũng trong phạm vi được phân quyền; biện pháp bảo vệ tài sản của cơ quan, tổ chức, bảo hộ tính mạng, tự do, danh dự, nhân phẩm, tài sản, các quyền và lợi ích hợp pháp khác của công dân trên địa bàn huyện theo quy định của pháp luật;
+ Quyết định biện pháp để thực hiện các nhiệm vụ, quyền hạn do cơ quan nhà nước cấp trên phân cấp; quyết định việc phân cấp cho chính quyền địa phương, cơ quan nhà nước cấp dưới thực hiện nhiệm vụ, quyền hạn của chính quyền địa phương ở huyện;
+ Bầu, miễn nhiệm, bãi nhiệm Chủ tịch Hội đồng nhân dân, Phó Chủ tịch Hội đồng nhân dân, Trưởng ban, Phó Trưởng ban của Hội đồng nhân dân huyện; bầu, miễn nhiệm, bãi nhiệm Chủ tịch Ủy ban nhân dân, Phó Chủ tịch Ủy ban nhân dân và các Ủy viên Ủy ban nhân dân huyện; bầu, miễn nhiệm, bãi nhiệm Hội thẩm Tòa án nhân dân huyện;
+ Lấy phiếu tín nhiệm, bỏ phiếu tín nhiệm đối với người giữ chức vụ do Hội đồng nhân dân bầu theo quy định tại Điều 88 và Điều 89 của Luật này;
+ Bãi bỏ một phần hoặc toàn bộ văn bản trái pháp luật của Ủy ban nhân dân, Chủ tịch Ủy ban nhân dân huyện; bãi bỏ một phần hoặc toàn bộ văn bản trái pháp luật của Hội đồng nhân dân cấp xã;
+ Quyết định thành lập, bãi bỏ cơ quan chuyên môn thuộc Ủy ban nhân dân huyện;
+ Giải tán Hội đồng nhân dân cấp xã trong trường hợp Hội đồng nhân dân đó làm thiệt hại nghiêm trọng đến lợi ích của Nhân dân và trình Hội đồng nhân dân cấp tỉnh phê chuẩn trước khi thi hành;
+ Bãi nhiệm đại biểu Hội đồng nhân dân huyện và chấp nhận việc đại biểu Hội đồng nhân dân huyện xin thôi làm nhiệm vụ đại biểu.
- Nhiệm vụ, quyền hạn của Hội đồng nhân dân huyện trong lĩnh vực kinh tế, tài nguyên, môi trường:
+ Thông qua kế hoạch phát triển kinh tế - xã hội trung hạn và hằng năm của huyện, quy hoạch sử dụng đất của huyện trước khi trình Ủy ban nhân dân cấp tỉnh phê duyệt;
+ Quyết định dự toán thu ngân sách nhà nước trên địa bàn; dự toán thu, chi ngân sách địa phương và phân bổ dự toán ngân sách huyện; điều chỉnh dự toán ngân sách địa phương trong trường hợp cần thiết; phê chuẩn quyết toán ngân sách địa phương. Quyết định chủ trương đầu tư chương trình, dự án của huyện theo quy định của pháp luật;
+ Quyết định quy hoạch, kế hoạch phát triển các ngành, lĩnh vực trên địa bàn huyện trong phạm vi được phân quyền;
+ Quyết định biện pháp quản lý và sử dụng đất đai, rừng núi, sông hồ, nguồn nước, tài nguyên trong lòng đất, nguồn lợi ở vùng biển và các nguồn tài nguyên thiên nhiên khác; biện pháp bảo vệ và cải thiện môi trường, phòng, chống và khắc phục hậu quả thiên tai, bão, lụt ở địa phương theo quy định của pháp luật.
- Quyết định biện pháp phát triển hệ thống giáo dục mầm non, tiểu học và trung học cơ sở; biện pháp phát triển sự nghiệp văn hóa, thông tin, thể dục, thể thao; biện pháp bảo vệ, chăm sóc sức khỏe nhân dân, phòng, chống dịch bệnh, thực hiện chính sách dân số, kế hoạch hóa gia đình; biện pháp phát triển việc làm, thực hiện chính sách ưu đãi đối với người có công với cách mạng, chính sách bảo trợ xã hội, xóa đói, giảm nghèo; biện pháp bảo đảm việc thực hiện chính sách dân tộc, tôn giáo trên địa bàn huyện theo quy định của pháp luật.
- Giám sát việc tuân theo Hiến pháp và pháp luật ở địa phương, việc thực hiện nghị quyết của Hội đồng nhân dân huyện; giám sát hoạt động của Thường trực Hội đồng nhân dân, Ủy ban nhân dân, Tòa án nhân dân, Viện kiểm sát nhân dân cùng cấp, Ban của Hội đồng nhân dân cấp mình; giám sát văn bản quy phạm pháp luật của Ủy ban nhân dân cùng cấp và văn bản của Hội đồng nhân dân cấp xã.
- Thực hiện nhiệm vụ, quyền hạn khác theo quy định của pháp luật.

### Nhiệm vụ, quyền hạn của Hội đồng nhân dân xã
- Ban hành nghị quyết về những vấn đề thuộc nhiệm vụ, quyền hạn của Hội đồng nhân dân xã.
- Quyết định biện pháp bảo đảm trật tự, an toàn xã hội, đấu tranh, phòng, chống tội phạm và các hành vi vi phạm pháp luật khác, phòng, chống quan liêu, tham nhũng trong phạm vi được phân quyền; biện pháp bảo vệ tài sản của cơ quan, tổ chức, bảo hộ tính mạng, tự do, danh dự, nhân phẩm, tài sản, các quyền và lợi ích hợp pháp khác của công dân trên địa bàn xã.
- Bầu, miễn nhiệm, bãi nhiệm Chủ tịch Hội đồng nhân dân, Phó Chủ tịch Hội đồng nhân dân, Trưởng ban, Phó Trưởng ban của Hội đồng nhân dân xã; bầu, miễn nhiệm, bãi nhiệm Chủ tịch Ủy ban nhân dân, Phó Chủ tịch Ủy ban nhân dân và các Ủy viên Ủy ban nhân dân xã.
- Thông qua kế hoạch phát triển kinh tế - xã hội hằng năm của xã trước khi trình Ủy ban nhân dân huyện, thị xã, thành phố thuộc tỉnh, thành phố thuộc thành phố trực thuộc trung ương phê duyệt. Quyết định dự toán thu ngân sách nhà nước trên địa bàn; dự toán thu, chi ngân sách xã; điều chỉnh dự toán ngân sách xã trong trường hợp cần thiết; phê chuẩn quyết toán ngân sách xã. Quyết định chủ trương đầu tư chương trình, dự án của xã trong phạm vi được phân quyền.
- Giám sát việc tuân theo Hiến pháp và pháp luật ở địa phương, việc thực hiện nghị quyết của Hội đồng nhân dân xã; giám sát hoạt động của Thường trực Hội đồng nhân dân, Ủy ban nhân dân cùng cấp, Ban của Hội đồng nhân dân cấp mình; giám sát văn bản quy phạm pháp luật của Ủy ban nhân dân cùng cấp.
- Lấy phiếu tín nhiệm, bỏ phiếu tín nhiệm đối với người giữ chức vụ do Hội đồng nhân dân xã bầu theo quy định tại Điều 88 và Điều 89 của Luật này.
- Bãi nhiệm đại biểu Hội đồng nhân dân xã và chấp nhận việc đại biểu Hội đồng nhân dân xã xin thôi làm nhiệm vụ đại biểu.
- Bãi bỏ một phần hoặc toàn bộ văn bản trái pháp luật của Ủy ban nhân dân, Chủ tịch Ủy ban nhân dân xã.

## Tổ chức
Hội đồng nhân dân gồm các đại biểu Hội đồng nhân dân do cử tri ở địa phương bầu ra. Đại biểu Hội đồng nhân dân là người đại diện cho ý chí, nguyện vọng của Nhân dân địa phương, chịu trách nhiệm trước cử tri địa phương và trước Hội đồng nhân dân về việc thực hiện nhiệm vụ, quyền hạn đại biểu của mình.
- Thường trực Hội đồng nhân dân tỉnh gồm Chủ tịch Hội đồng nhân dân, Phó Chủ tịch Hội đồng nhân dân, các Ủy viên là Trưởng ban của Hội đồng nhân dân tỉnh. Trường hợp Chủ tịch Hội đồng nhân dân tỉnh là đại biểu Hội đồng nhân dân hoạt động chuyên trách thì có một Phó Chủ tịch Hội đồng nhân dân; trường hợp Chủ tịch Hội đồng nhân dân tỉnh là đại biểu Hội đồng nhân dân hoạt động không chuyên trách thì có hai Phó Chủ tịch Hội đồng nhân dân. Phó Chủ tịch Hội đồng nhân dân tỉnh là đại biểu Hội đồng nhân dân hoạt động chuyên trách.
- Thường trực Hội đồng nhân dân huyện gồm Chủ tịch Hội đồng nhân dân, một Phó Chủ tịch Hội đồng nhân dân và các Ủy viên là Trưởng ban của Hội đồng nhân dân huyện. Chủ tịch Hội đồng nhân dân huyện có thể là đại biểu Hội đồng nhân dân hoạt động chuyên trách; Phó Chủ tịch Hội đồng nhân dân huyện là đại biểu Hội đồng nhân dân hoạt động chuyên trách.
- Thường trực Hội đồng nhân dân xã gồm Chủ tịch Hội đồng nhân dân, một Phó Chủ tịch Hội đồng nhân dân và các Ủy viên là Trưởng ban của Hội đồng nhân dân xã. Phó Chủ tịch Hội đồng nhân dân xã là đại biểu Hội đồng nhân dân hoạt động chuyên trách.

## Hoạt động
Hội đồng nhân dân có nhiệm kỳ 5 năm, hoạt động thông qua kì họp Hội đồng nhân dân, hoạt động của thường trực Hội đồng nhân dân, các ban thuộc Hội đồng nhân dân và thông qua hoạt động của các đại biểu của Hội đồng nhân dân. Kì họp làm việc tập thể và quyết định theo đa số (hơn 50%) trừ việc bãi nhiệm, miễn nhiệm đại biểu giữ chức trách do Hội đồng bầu ra là cần 2/3 số người tán thành
- Thường trực Hội đồng nhân dân là cơ quan thường trực của Hội đồng nhân dân, có vai trò quan trọng trong việc điều hòa, phối hợp hoạt động giữa các ban của Hội đồng nhân dân và các đại biểu Hội đồng nhân dân. Thường trực Hội đồng nhân dân có cả ở 3 cấp là xã, huyện, tỉnh.
Thường trực Hội đồng nhân dân có nhiệm vụ triệu tập và chủ tọa các kì họp của HDDND, giám sát việc thực hiện Hiến pháp và luật tại địa phương, trình Hội đồng nhân dân về việc bỏ phiếu bất tín nhiệm với người giữ trọng trách do Hội đồng nhân dân bầu ra, tổ chức tiếp dân, giữ mối quan hệ với Ban thường vụ Mặt trận tổ quốc Việt Nam, điều hòa hoạt động của các ban thuộc Hội đồng nhân dân và tập hợp các chất vấn của đại biểu trình Hội đồng nhân dân,...
- Các ban của Hội đồng nhân dân: được thành lập ở 2 cấp là tỉnh và huyện. Hiện đã thành lập 2 ban của HĐND cấp xã. Các ban bao gồm trưởng ban và các thành viên do Hội đồng nhân dân bầu ra và phải là thành viên của Hội đồng nhân dân. Các ban có nhiệm vụ giúp thường trực Hội đồng nhân dân chuẩn bị kì họp, thẩm tra các báo cáo do HDDND hay thường trực HDDND giao cho, giúp thường trực HDDND giám sát hoạt động của cơ quan nhà nước, tổ chức chức kinh tế, xã hội và các lực lượng vũ trang Nhân dân thực hiện Hiến pháp, luật, văn bản quy phạm pháp luật của cơ quan nhà nước cấp trên và nghị quyết của Hội đồng nhân dân cùng cấp.
- Các đại biểu Hội đồng nhân dân là những người đại diện cho Nhân dân địa phương thực hiện quyền lực nhà nước, thể hiện ý chí nguyện vọng của dân và chịu trách nhiệm trước Nhân dân.
Đại biểu Hội đồng nhân dân có nhiệm vụ tham gia đầy đủ các kì họp, liên hệ chặt chẽ với Nhân dân để tập hợp, tiếp thu ý kiến, nguyện vọng của dân đồng thời báo cáo trước dân về vấn đề dân bức xúc, tuyên truyền cho dân về Hiến pháp và pháp luật.

## Thí điểm bỏ Hội đồng nhân dân cấp cơ sở
Tháng 11 năm 2008, Quốc hội Việt Nam ra nghị quyết phê duyệt thí điểm không tổ chức Hội đồng nhân dân huyện, quận, phường. Mục đích của bỏ Hội đồng nhân dân là để Nhân dân có cơ hội bầu trực tiếp Chủ tịch Ủy ban Nhân dân ở địa phương mình, tăng cường dân chủ cơ sở. Đối với cấp phường, công việc thí điểm này bắt đầu được tiến hành từ ngày 1 tháng 4 năm 2009 đối với 483 phường thuộc 67 huyện và 32 quận của 10 tỉnh, thành. Tạm thời, sau khi bỏ Hội đồng nhân dân, Chủ tịch Ủy ban Nhân dân các xã Hội đồng nhân dân bị bỏ sẽ do Chủ tịch Ủy ban Nhân dân cấp hành chính cao hơn bổ nhiệm, bãi miễn. Chính phủ Việt Nam cũng trình Quốc hội đề án thí điểm Nhân dân bầu Chủ tịch Ủy ban Nhân dân xã ở các xã có Hội đồng nhân dân bị bỏ, Quốc hội chưa phê duyệt.
Riêng Hội đồng nhân dân các thành phố trực thuộc tỉnh, thị xã, thị trấn sẽ không bị bỏ do các đơn vị này được coi là có đặc thù riêng, có tính độc lập tương đối cao.